# Tomyna Bałka
Tomyna Bałka (ukr. Томина Балка) – wieś na południu Ukrainy, w obwodzie chersońskim, w rejonie biłozerskim. Miejscowość liczy 1145 mieszkańców.

## Historia
Wieś założona w 1840 roku przez mołdawskiego czabana. W 1887 odnotowano tutaj 35 domostw zamieszkanych przez 189 mieszkańców.